# Воля (Мазовецьке воєводство)
Воля (пол. Wola) — село в Польщі, у гміні Червінськ-над-Віслою Плонського повіту Мазовецького воєводства.
Населення — 262 особи (2011).
У 1975-1998 роках село належало до Плоцького воєводства.

## Демографія
Демографічна структура станом на 31 березня 2011 року:
|          | Загалом | Допрацездатний вік | Працездатний вік | Постпрацездатний вік |
| -------- | ------- | ------------------ | ---------------- | -------------------- |
| Чоловіки | 133     | 22                 | 90               | 21                   |
| Жінки    | 129     | 24                 | 73               | 32                   |
| Разом    | 262     | 46                 | 163              | 53                   |